# Patrimoine culturel du Québec

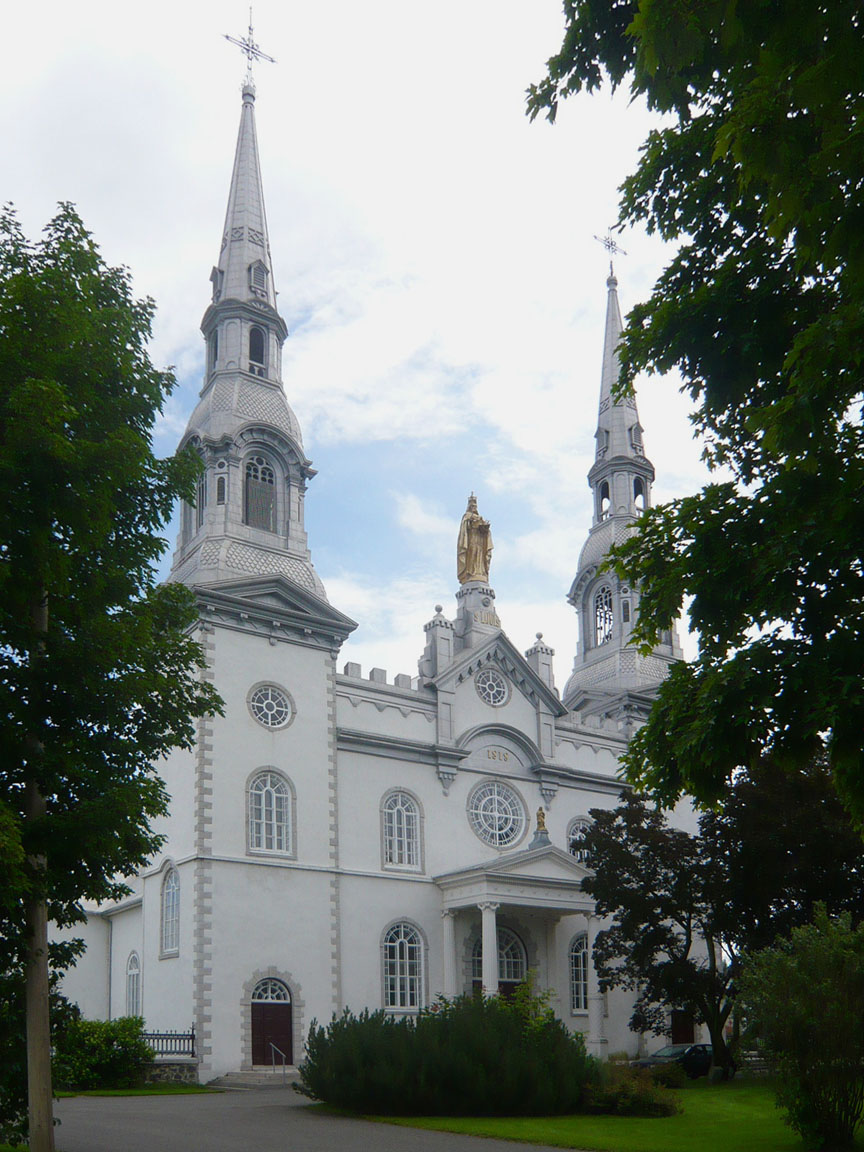
Église Saint-Louis, Lotbinière, classée monument historique en 1965

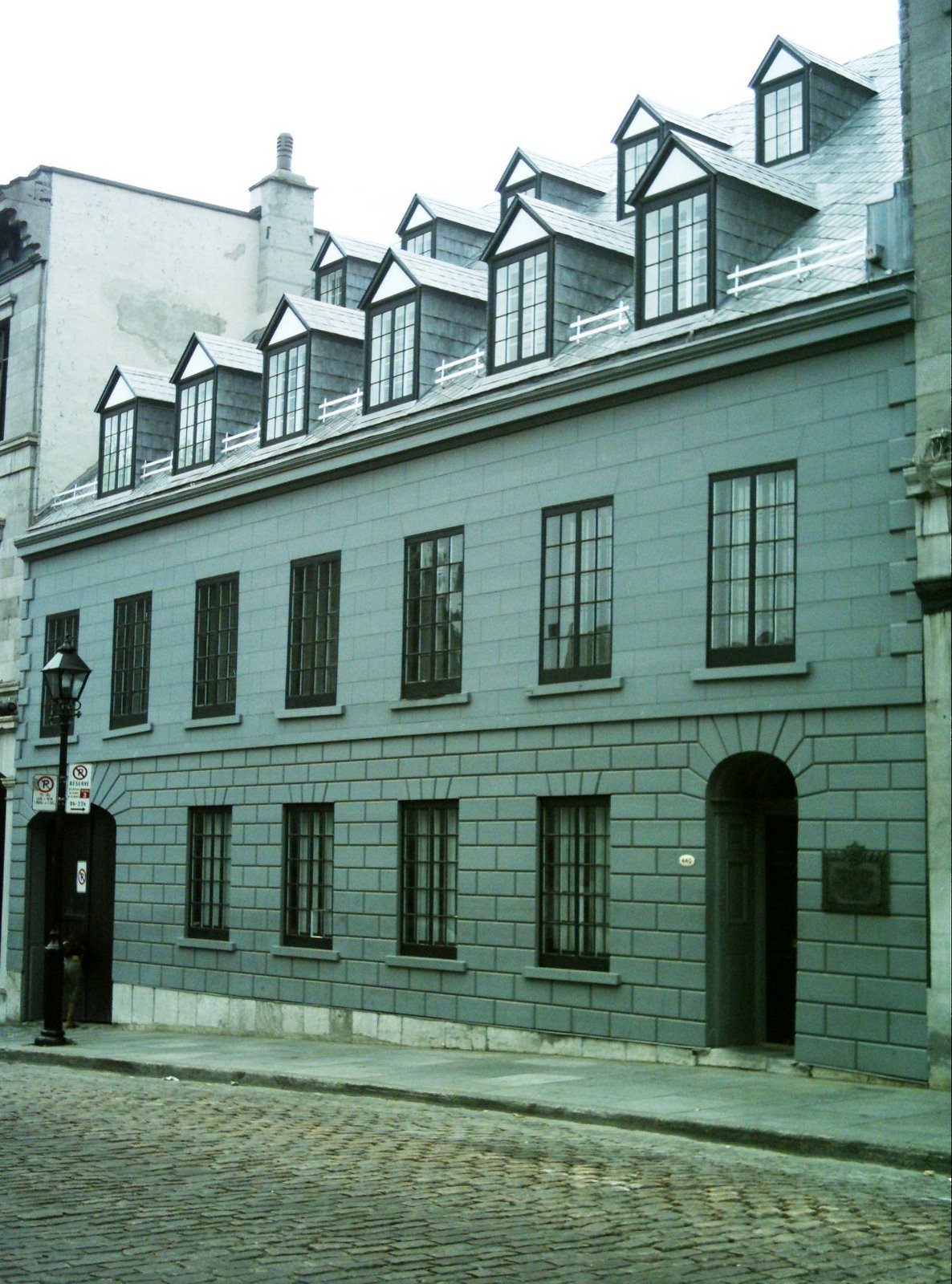
La Maison Papineau, située rue de Bonsecours dans le Vieux-Montréal

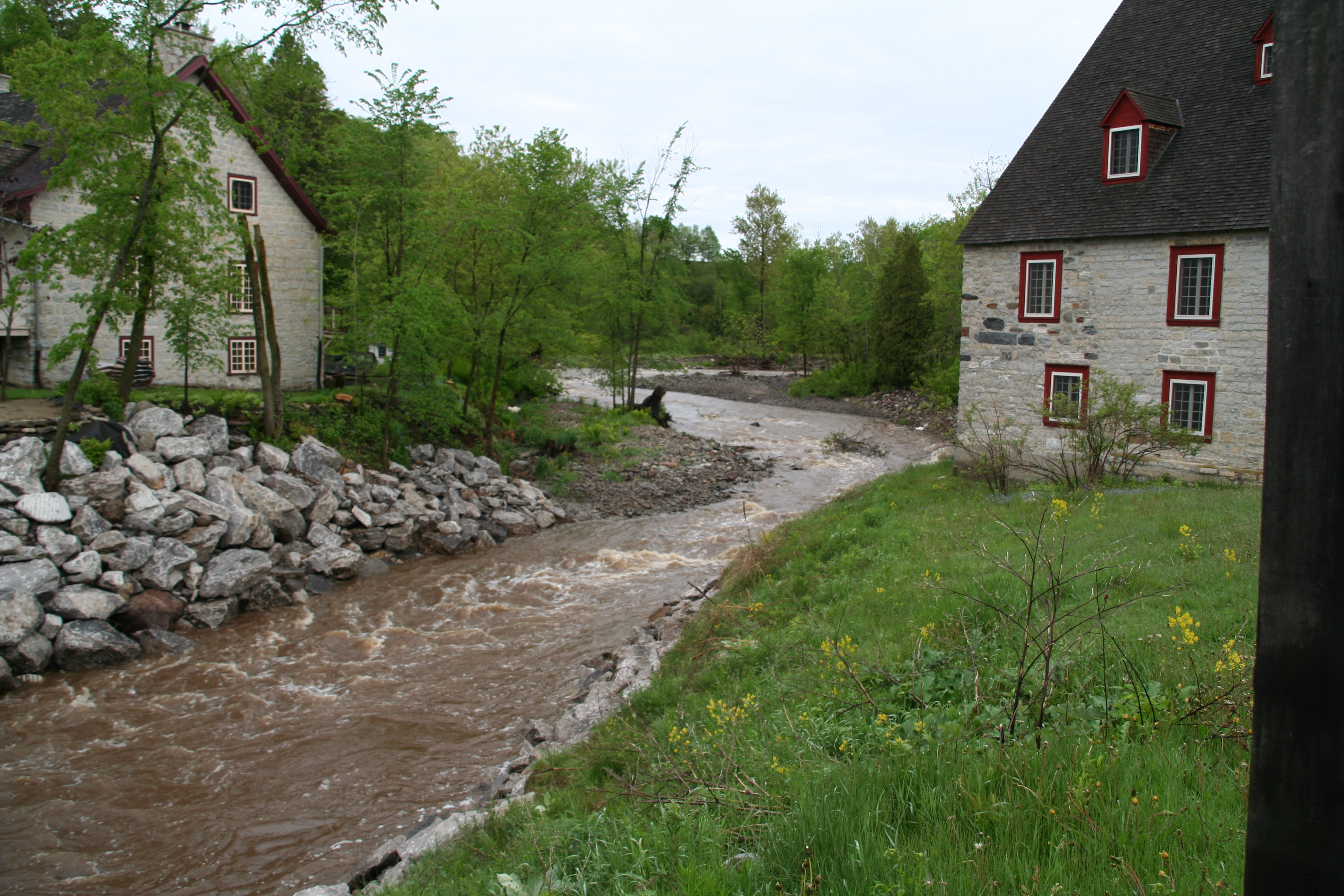
Rivière et Moulin de La Chevrotière, Deschambault-Grondines

Le patrimoine culturel du Québec est constitué, selon la Loi sur le patrimoine culturel du Québec, de personnages historiques décédés, de lieux et d’événements historiques, de documents, d’immeubles, d’objets et de sites patrimoniaux, de paysages culturels patrimoniaux et de patrimoine immatériel,.
Les éléments qui composent le patrimoine culturel du Québec sont inscrits dans le Registre du patrimoine culturel du Québec, conservé au ministère de la Culture et des Communications du gouvernement du Québec. Les éléments inscrits au Registre du patrimoine culturel et les informations publiques qui les concernent sont diffusés dans le Répertoire du patrimoine culturel du Québec, plate-forme de diffusion du ministère de la Culture et des Communications des éléments patrimoniaux québécois.

## Historique de la protection et de la valorisation du patrimoine culturel québécois
La première loi québécoise adoptée pour permettre la protection d'éléments patrimoniaux québécois la Loi relative à la conservation des monuments et des objets d'art ayant un intérêt historique ou artistique. Cette loi présentée à l'Assemblée législative par le secrétaire de la province, Louis-Athanase David, est sanctionnée le 21 mars 1922. Cette loi donne le pouvoir au Conseil des ministres de classer des monuments et des objets d'art. Elle met aussi sur pied la Commission des monuments historiques. En 1929, le gouvernement procède au classement de trois premiers monuments historiques : la maison des Jésuites-de-Sillery, l'église de Notre-Dame-des-Victoires et le château De Ramezay.
En 1935, l'Assemblée législative adopte la Loi sur l'Île d'Orléans pour protéger le caractère traditionnel de ce berceau du peuplement de la vallée du Saint-Laurent mis en péril par la construction d'un pont.
La Loi relative à la conservation des monuments et des objets d'art ayant un intérêt historique ou artistique est remplacée par la Loi relative aux monuments, sites et objets historiques ou artistiques, qui est sanctionnée le 23 janvier 1952. Cette loi est remplacée par la Loi des monuments historiques présentée par le ministre des Affaires culturelles, Georges-Émile Lapalme. Elle est sanctionnée le 10 juillet 1963.
La Loi sur les biens culturels, sanctionnée le 8 juillet 1972, constitue une avancée importante dans la protection du patrimoine québécois. Cette loi est présentée à l'Assemblée nationale par la ministre des Affaires culturelles, Marie-Claire Kirkland. Cette loi donne à la ministre le pouvoir de classer ou de reconnaître un bien, un monument ou un site historique, un bien ou un site archéologique, une œuvre d'art, une œuvre cinématographique, audiovisuelle, photographique, radiophonique ou télévisuelle.
Le 20 juin 1985, la Loi sur les biens culturels est amendée pour permettre aux municipalités du Québec de protéger les biens immobiliers situés sur leur territoire.
Le 19 octobre 2011, l'Assemblée nationale adopte la Loi sur le patrimoine culturel, présentée par la ministre de la Culture et des Communications, Christine St-Pierre. Trois années de consultations publiques précèdent cette adoption. Cette loi remplace la Loi sur les biens culturels le 19 octobre 2012.
Le 1er avril 2021, l'Assemblée nationale adopte la Loi modifiant la Loi sur le patrimoine culturel et d’autres dispositions législatives.

## Type d'éléments patrimoniaux (catégories)
La Loi sur le patrimoine culturel stipule que le patrimoine culturel est constitué de patrimoine immatériel, de paysages culturels patrimoniaux, de personnages historiques décédés, de lieux et d'événements historiques, de documents et d'objets patrimoniaux, et d'immeubles et de sites patrimoniaux.
- patrimoine immatériel : les savoir-faire, les connaissances, les expressions, les pratiques et les représentations transmis de génération en génération et recréés en permanence, qu’une communauté ou un groupe reconnaît comme faisant partie de son patrimoine culturel ;
- paysage culturel patrimonial : tout territoire reconnu par une collectivité pour ses caractéristiques paysagères remarquables résultant de l’interrelation de facteurs naturels et humains qui méritent d’être conservées et, le cas échéant, mises en valeur ;
- personnage historique : une personne qui a réellement existé et qui a joué un rôle reconnu significatif dans l'histoire ;
- événement historique : un fait qui s'est produit dans le passé, reconnu significatif dans l'histoire. Il peut être associé à une date précise, mais il peut aussi être lié de façon plus large à une période historique ;
- lieu historique : un emplacement reconnu significatif dans l'histoire. Il peut être associé à un personnage, à un groupe ou à un événement significatif ;
- document patrimonial : un support sur lequel est portée une information ; les œuvres cinématographiques, audiovisuelles, photographiques, radiophoniques et télévisuelles et certains biens historiques des précédentes lois sont devenus des documents patrimoniaux avec l'entrée en vigueur de la Loi sur le patrimoine culturel en 2012 ;
- objet patrimonial : un bien meuble, autre qu'un document patrimonial ; les œuvres d'art, les biens archéologiques et certains biens historiques des lois précédentes sont devenus des objets patrimoniaux avec l'entrée en vigueur de la Loi sur le patrimoine culturel en 2012 ;
- immeuble patrimonial : un bien immeuble ; les monuments historiques des lois précédentes et les sites historiques ou archéologiques classés avant 1978 sont devenus des immeubles patrimoniaux avec l'entrée en vigueur de la Loi sur le patrimoine culturel en 2012 ;
- site patrimonial : un lieu, un ensemble d’immeubles ou un territoire ; les arrondissements historiques ou naturels, les sites du patrimoine des lois précédentes et les sites historiques ou archéologiques classés après 1978 sont devenus des sites patrimoniaux avec l'entrée en vigueur de la Loi sur le patrimoine culturel en 2012.

## Statuts juridiques
La Loi sur le patrimoine culturel prévoit cinq statuts différents pour la protection et la valorisation d'un élément patrimonial :
- citation : statut juridique que les municipalités locales et les communautés autochtones du Québec peuvent attribuer à un site, un immeuble, un document ou un objet patrimonial à des fins de protection ;
- classement : statut juridique que la ministre de la Culture et des Communications peut attribuer à un site, un immeuble, un document ou un objet patrimonial à des fins de protection ;
  - délimitation d'une aire de protection : la ministre de la Culture et des Communications peut délimiter une aire de protection autour d'un immeuble patrimonial classé ; ce geste n'est toutefois pas automatique ;
- déclaration : statut juridique que le gouvernement du Québec peut attribuer à un site patrimonial à des fins de protection ;
- désignation : statut juridique que la ministre de la Culture et des Communications peut attribuer à un personnage historique, un événement historique, un lieu historique ou à un élément du patrimoine immatériel à des fins de valorisation ; la désignation est aussi un statut juridique que le gouvernement du Québec peut attribuer à un paysage culturel patrimonial à des fins de valorisation ;
- identification : statut juridique que les municipalités locales et les communautés autochtones du Québec peuvent attribuer à un personnage historique, un événement historique, un lieu historique ou à un élément du patrimoine immatériel à des fins de valorisation.

Toute personne ou tout organisme peut proposer l'attribution d'un statut juridique en vertu de la Loi sur le patrimoine culturel. Les propositions destinées au ministère de la Culture et des Communications doivent être transmises à l'aide des formulaires disponibles sur son site Internet.

## Valeurs patrimoniales
L'application de la Loi sur le patrimoine culturel repose sur l'approche des valeurs patrimoniales. En choisissant de protéger ou en valoriser un élément du patrimoine culturel, l'autorité qui pose ce geste reconnaît formellement son intérêt public et entend assurer la protection ou la valorisation de ses valeurs patrimoniales en vue de favoriser sa transmission aux générations futures.
Les valeurs patrimoniales présentes dans la Loi sur le patrimoine culturels sont les valeurs archéologique, architecturale, artistique, emblématique, ethnologique, historique, identitaire, paysagère, scientifique, urbanistique ou technologique.

## Effets de l'attribution d'un statut
L’attribution de certains statuts juridiques en vertu de la Loi sur le patrimoine culturel entraîne des effets au regard des travaux et des aliénations. Ces effets sont des mesures de contrôle qui sont propres à chaque catégorie d’éléments patrimoniaux :
Dans un immeuble patrimonial :
- Le propriétaire doit prendre les mesures nécessaires pour assurer la préservation de la valeur patrimoniale de cet immeuble ;
- Une autorisation du ministre de la Culture et des Communications est nécessaire avant de :
  - transporter cet immeuble hors du Québec ;
  - altérer, restaurer, réparer, modifier de quelque façon ou démolir en tout ou en partie cet immeuble ;
  - déplacer cet immeuble ou l’utiliser comme adossement à une construction ;

- Si cet immeuble fait partie du domaine de l’État, le propriétaire doit obtenir une autorisation du ministre de la Culture et des Communications avant de le vendre, de le céder en emphytéose ou de le donner ;
- Le propriétaire de cet immeuble doit transmettre au ministre de la Culture et des Communications un avis écrit préalable d’au moins 60 jours avant de le vendre pour lui permettre d’exercer ou non son droit de préemption.

Dans un site patrimonial classé :
- Le propriétaire doit prendre les mesures nécessaires pour assurer la préservation de la valeur patrimoniale de ce site ou d’un immeuble situé à l’intérieur de ce site ;

- Une autorisation du ministre de la Culture et des Communications est nécessaire avant de :
  - diviser, subdiviser, rediviser ou morceler un terrain ;
  - modifier l’aménagement ou l’implantation d’un immeuble ;
  - faire quelque construction, réparation ou modification relative à l’aspect extérieur d’un immeuble ;
  - démolir en tout ou en partie un immeuble ;
  - ériger une nouvelle construction à l'intérieur du site ;
  - excaver le sol même à l’intérieur d’un bâtiment ;
  - faire un nouvel affichage, modifier, remplacer ou démolir une enseigne ou un panneau-réclame ;
- Si ce site patrimonial classé ou un immeuble situé dans ce site patrimonial classé fait partie du domaine de l’État, le propriétaire doit obtenir une autorisation du ministre de la Culture et des Communications avant de le vendre, de le céder en emphytéose ou de le donner ;
- Le propriétaire de ce site patrimonial classé ou d'un immeuble situé dans ce site patrimonial classé doit transmettre au ministre de la Culture et des Communications un avis écrit préalable d’au moins 60 jours avant de le vendre pour lui permettre d’exercer ou non son droit de préemption.